# Ateneo de Manila University
Die Ateneo de Manila University (auch Ateneo de Manila oder kurz Ateneo) ist eine von Jesuiten geleitete Privatuniversität auf den Philippinen. Sie wurde 1859 gegründet und begann als staatlich finanzierte Schule. Während der amerikanischen Besetzung wurde sie zu einer Privatschule. Den Status einer Universität errang sie im Jahre 1959.
Dem Ateneo ist das East Asian Pastoral Institute (EAPI) angegliedert.
Bekannte Absolventen der Universität sind José Rizal, Felipe Agoncillo, Jose Romeo Orquejo Lazo, Epifanio de los Santos, Pedro Paterno, Pedro Pelaez, Patricio G. Mariano und Valentim Ximenes.